# Rajaraja Ier

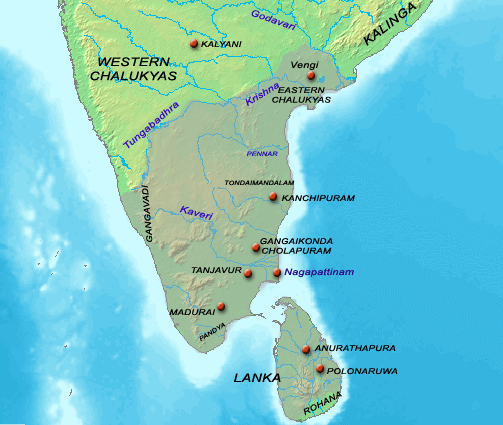
L'empire Chola sous Rajaraja

Rajaraja Chola Ier (tamoul : இராசராச சோழன், né Arulmozhi Varman) est un souverain important de la dynastie tamoule Chola, de 985 à 1014.
Son oncle Uttama Chola (en), roi impopulaire, doit lui céder le trône en 985. Rajaraja reprend la politique de conquête après les temps troublés des rois précédents et rétablit la puissance Chola de l’extrême sud jusqu’à l’Orissa à l’Est et à Quilon et Coorg à l’ouest.  Il détruit la flotte Chera près de Trivandrum, envahit le pays de Chera, celui des Pandya, puis Ceylan dont il pille la capitale Anuradhapura en 993. Il annexe le pays Karnataka, puis allié au roi Châlukya de l’est Vimaladitya, il l’aide à conquérir le pays Andhra. Enfin, il annexe momentanément le Kedah (Malaisie) et les Maldives puis se consacre à l’administration de ses États. En 1001, il fait effectuer un grand recensement de ses territoires. En 1003, il entreprend la construction du temple de Brihadesvara à Tanjavûr et favorise le culte de Shiva tout en étant tolérant avec les autres cultes, bouddhiste en particulier.

## Sources
- Sailendra Nath Sen Ancient Indian History and Civilization New Age International, 1999  (ISBN 81-224-1198-3 et 9788122411980)